# Dichaetomyia makassarensis
Dichaetomyia makassarensis är en tvåvingeart som beskrevs av Shinonaga 2004. Dichaetomyia makassarensis ingår i släktet Dichaetomyia och familjen husflugor. Inga underarter finns listade i Catalogue of Life.